# Traité de Barcelone (1529)
Le traité de Barcelone est un pacte d'alliance signé entre l'empereur Charles Quint et le pape Clément VII à Barcelone le 29 juin 1529. Il est une conséquence directe de la victoire de Charles Quint sur François Ier à la bataille de Landriano.
Charles Quint et le Pape Clément VII déclarent leur intention de porter la paix en Italie et de repousser les avancées turques. Charles Quint s'engage à restaurer les Médicis à Florence et Clément VII à restaurer l'investiture de Charles Quint à Naples, recevant Ravenne, Modène et Rubiera.

## Contexte
Pour un article plus général, voir Septième guerre d'Italie.
En mai 1526 se constitue la Ligue de Cognac. Les États italiens souhaitant restaurer l'équilibre entre le roi de France François Ier et l'empereur Charles Quint devenu trop puissant à leurs yeux, s'associent au roi de France et à Henri VIII contre Charles Quint et le Saint-Empire romain germanique. Rapidement la guerre tourne à l'avantage des impériaux et, à la suite du sac de Rome de 1527, le pape Clément VII décide de quitter la Ligue de Cognac et de faire la paix avec Charles Quint.
La réconciliation formelle et publique entre Clément VII et l'Empereur fut réalisée par la signature du traité signé entre la papauté et Charles à Barcelone du 29 juin 1529.

## Contenu

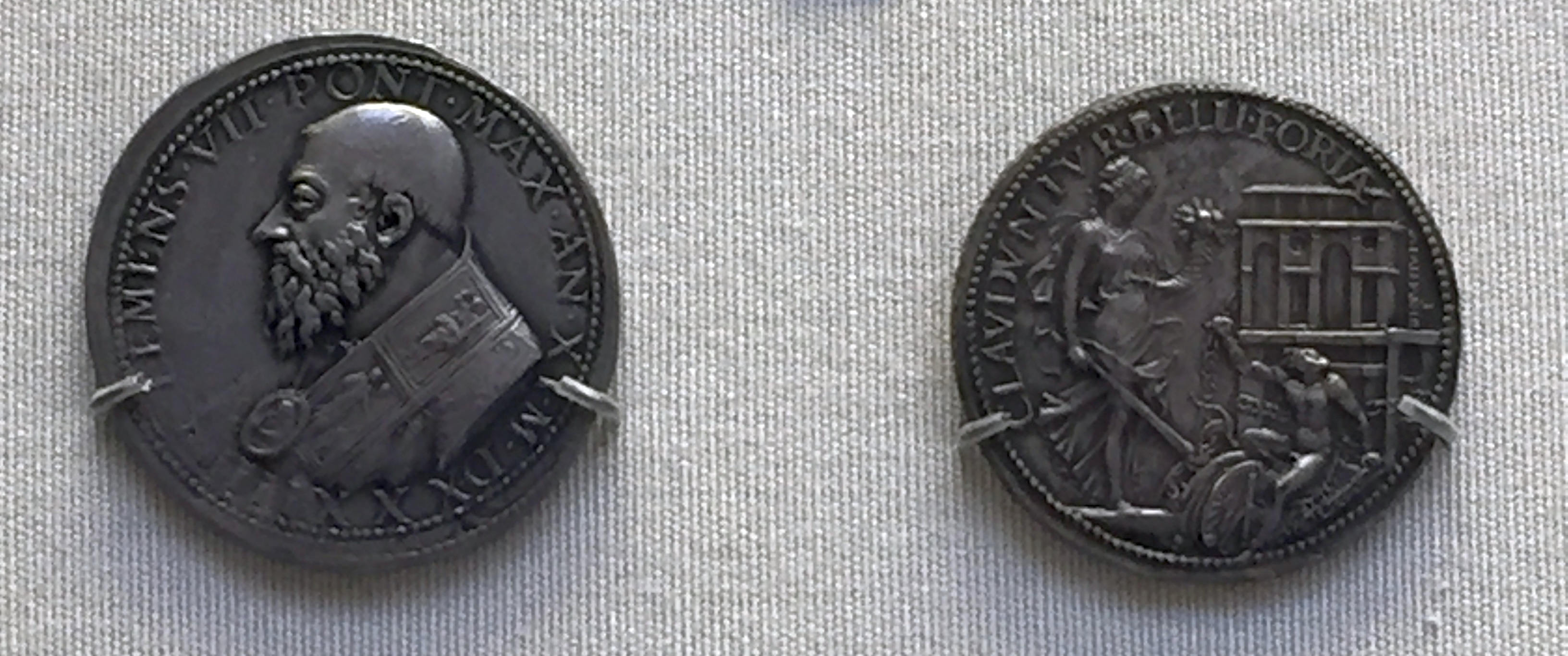
Médaille frappée par Clément VII pour célébrer le Traité de Barcelone.

Par le traité, Charles Quint reconnaît le pouvoir des Sforza à Milan, rend les États pontificaux au pape et promet de demander le rétablissement du pontife de Ravenne et de Cervia. Le pape reconnut la possession de Modène et de Reggio à Alphonse Ier d'Este duc de Ferrare et allié de Charles. Enfin la promesse clé de l'empereur était l'engagement de rétablir les Médicis à Florence par la force des armes, en la personne d'Alexandre de Médicis (Siège de Florence et bataille de Gavinana).

## Conséquences

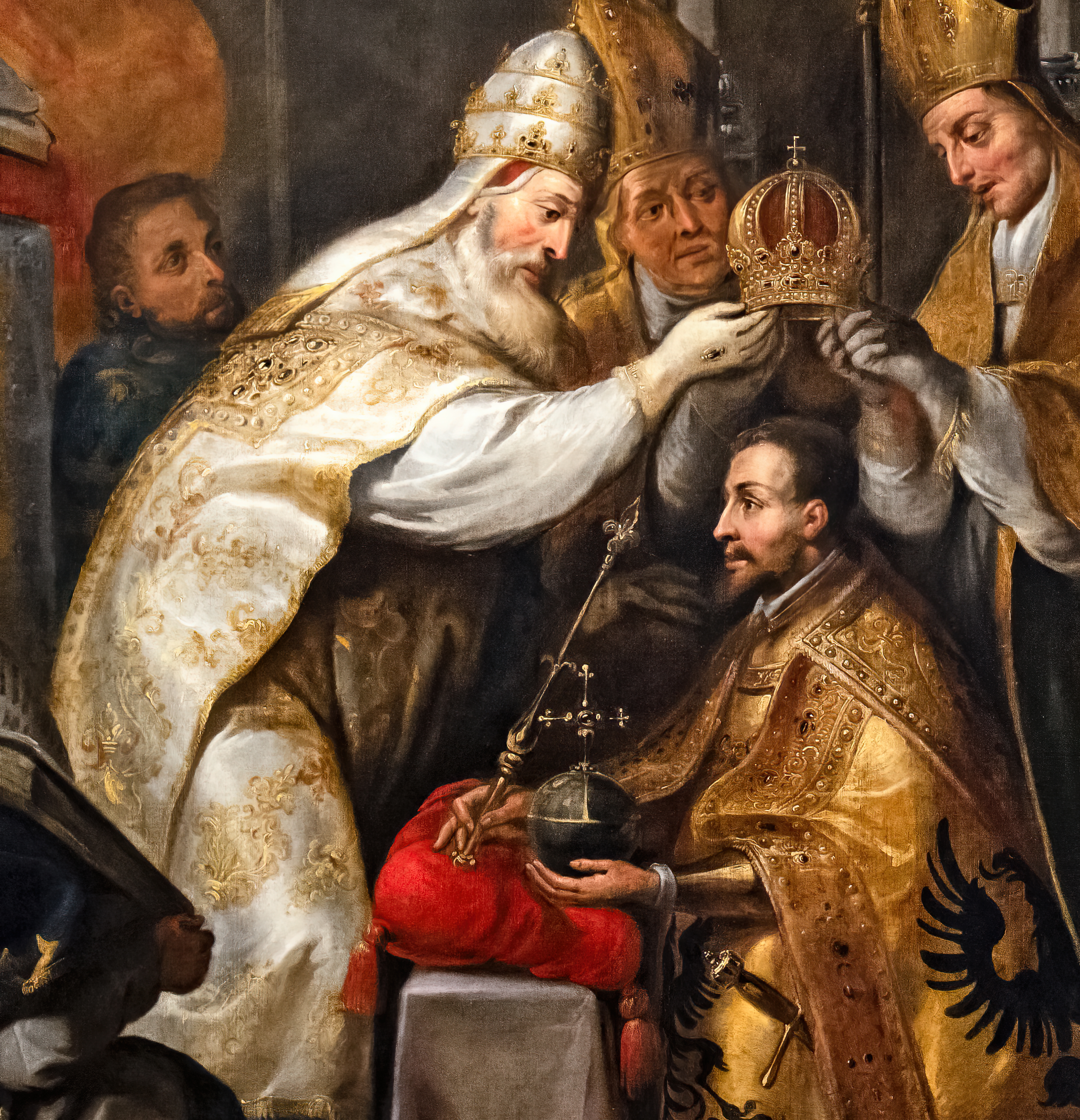
Couronnement de Charles Quint à Bologne par Clément VII

Avec la signature du traité, le pape quitte la Ligue de Cognac et renouvelle, au profit de Charles Quint, d'importants privilèges fiscaux dont jouissaient auparavant les Rois Catholiques, en dehors de l'absolution accordée à tous ceux qui avaient participé au sac de Rome qu'il avait excommunié. Venise sera ajoutée au traité, paiera une compensation et restituera à l'Espagne des territoires tels que Barletta, Mola di Bari, Monopoli et Trani.
L'importance du traité de Barcelone réside dans le fait qu'il laisse François Ier sans deux de ses principaux alliés dans la Ligue de Cognac, préparant ainsi le terrain pour la paix de Cambrai qui fut signée un mois plus tard le 5 août 1529.
Après le traité de Cambrai, Charles Quint se trouve à l'apogée de sa puissance. Le 24 février 1530, jour de ses trente ans, il est couronné à Bologne et proclamé « empereur des Romains » par Clément VII.